# Отражение в зеркале
«Отражение в зеркале» — российский фильм 1992 года Светланы Проскуриной.

## Сюжет
Виктор, известный актёр, отражаясь в образах своих сценических персонажей (князь Мышкин и т. д.), в отношениях с любимыми женщинами, теряет ощущение собственного «я»…

## В ролях
- Виктор Проскурин — Виктор
- Наталья Павлова — Алиса
- Евгения Добровольская — Анна
- Инна Пиварс — Лена
- Владимир Ильин

## Съемочная бригада
- Режиссёр: Светлана Проскурина
- Сценарий: Андрей Черных
- Оператор: Дмитрий Масс
- Композитор: Вячеслав Гайворонский
- Звукооператор: Владимир Персов
- Художник: Юрий Пашигорев
- Редактор: Любовь Аркус
- Продюсер: Александр Голутва

Производство: Ленфильм при участии Канар ЛТД

## Награды
- Профессиональные премии киностудии «Ленфильм» 1992 года
  - им. А.Москвина оператору Д.Массу
  - им. И.Волка звукооператору В.Персову

## Интересные факты
- Фильм представлял Россию на Каннском фестивале 1993 года в программе «Двухнедельник режиссёров» (фр. La Quinzaine des Réalisateurs)  (недоступная ссылка).